# Kacumi Óenoki
Kacumi Óenoki (* 3. dubna 1965) je bývalý japonský fotbalista.

## Reprezentační kariéra
Kacumi Óenoki odehrál 5 reprezentačních utkání. S japonskou reprezentací se zúčastnil Mistrovství Asie ve fotbale 1988.

## Statistiky
| Japonsko | Japonsko | Japonsko |
| Roky     | Záp.     | Góly     |
| -------- | -------- | -------- |
| 1989     | 4        | 0        |
| 1990     | 1        | 0        |
| Celkem   | 5        | 0        |